# Masca

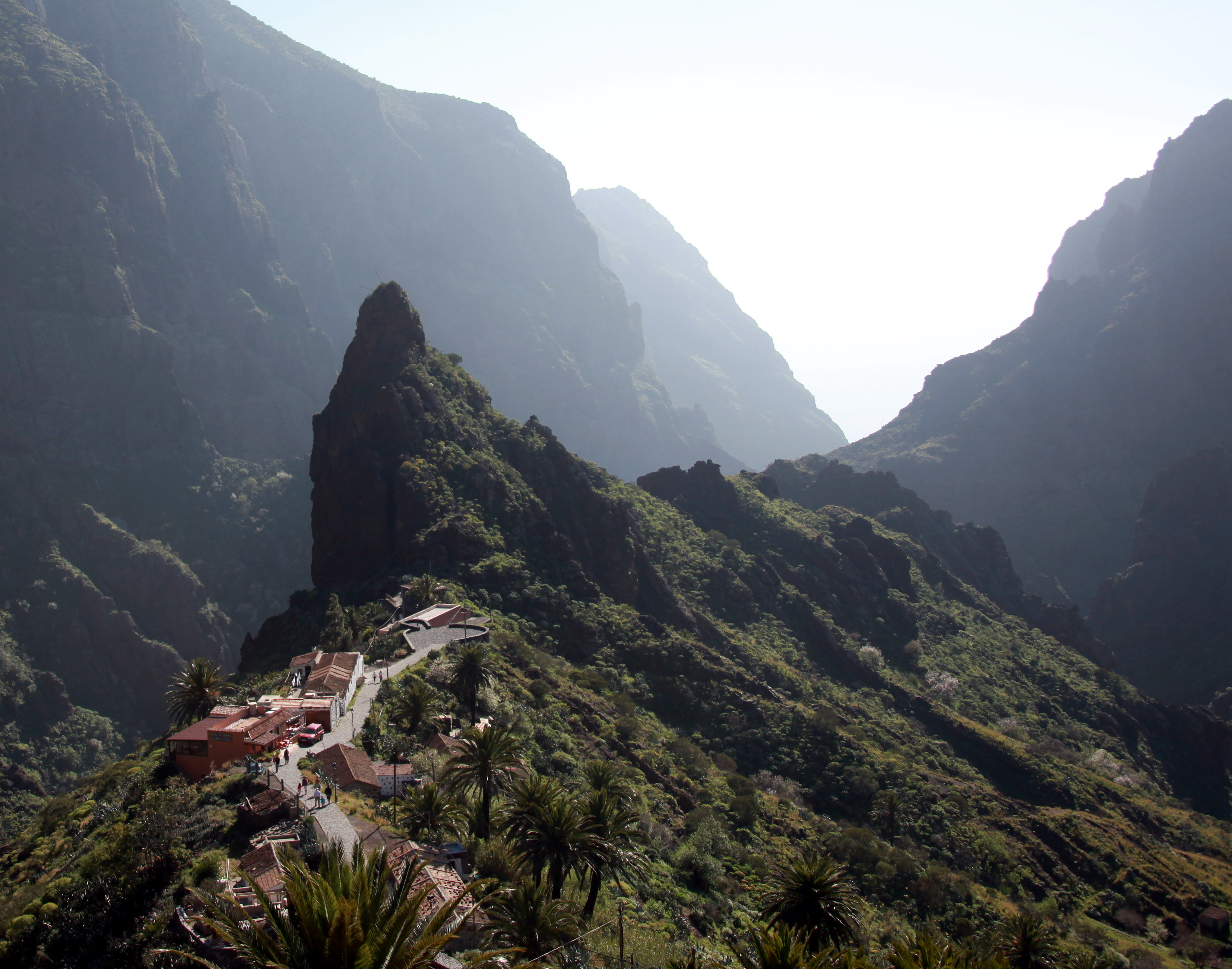

Masca – wieś w gminie Buenavista del Norte na Teneryfie. 
Miejscowość leży na wysokości 600 m n.p.m. w masywie górskim Teno i daje początek wąwozowi o tej samej nazwie, który biegnie do plaży położonej wśród klifów Los Gigantes. W latach 60. XX wieku można ją było zwiedzić docierając do niej na wynajętym osiołku. Wzmożony ruch turystyczny rozpoczął się w latach 70. po wybudowaniu drogi od strony Santiago del Teide. Wioska posiada niewiele zabudowań (architektura kanaryjska). Kilka z nich uległo zniszczeniu podczas wielkiego pożaru w roku 2007, który miał miejsce w tej części wyspy. Do dzisiaj zachowały się czarne, osmalone pnie palm, rosnących na terenie wioski. Z powodu położenia i otoczenia, Masca jest jednym z najbardziej popularnych miejsc na Teneryfie, do których organizowane są wycieczki fakultatywne. Podobnie wąwóz Masca jest miejscem częstych wędrówek trekkingowych i ze swą unikalną fauną i florą znajduje się w czołówce najbardziej uczęszczanych szlaków na Teneryfie.

## Galeria

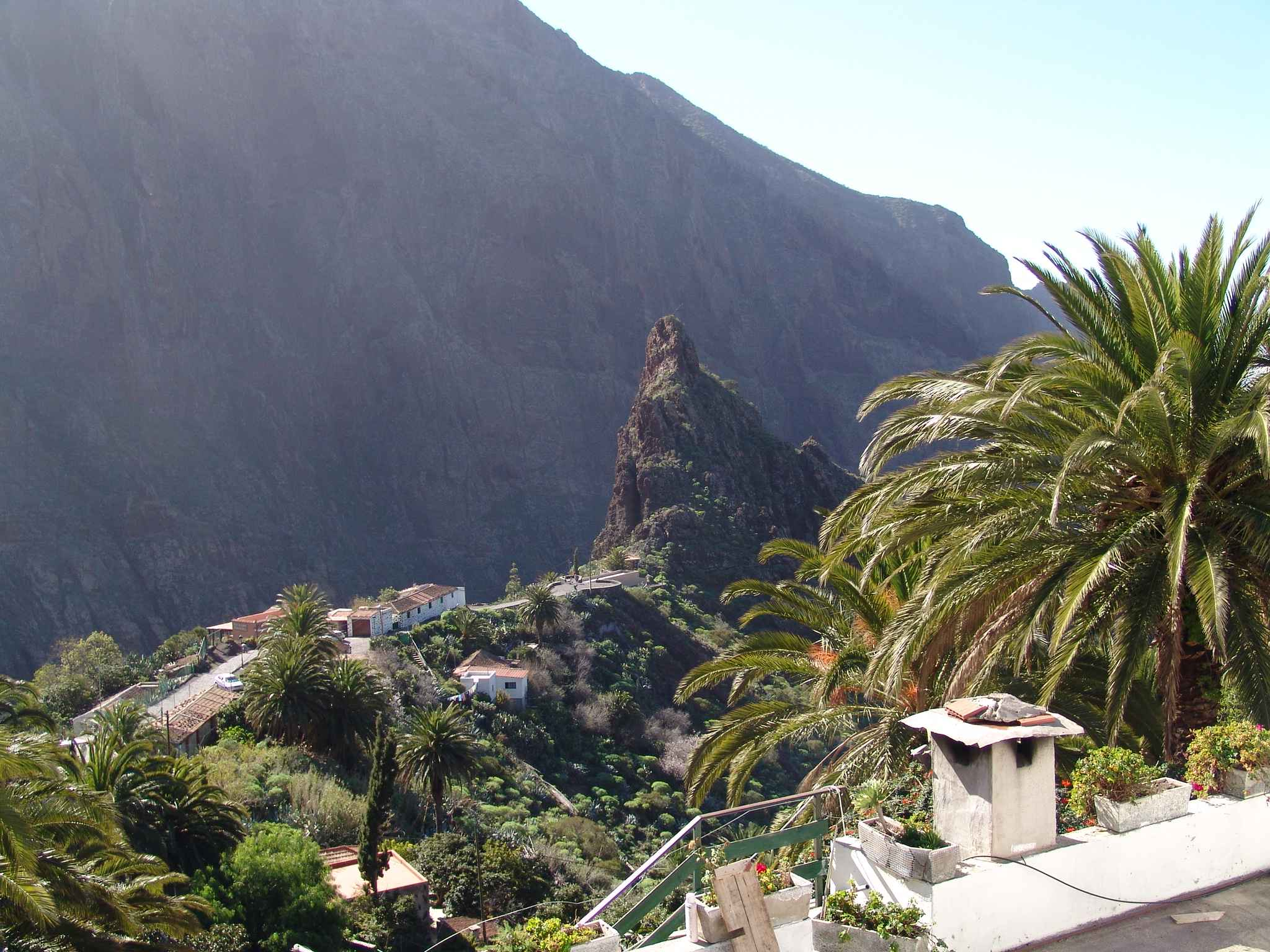
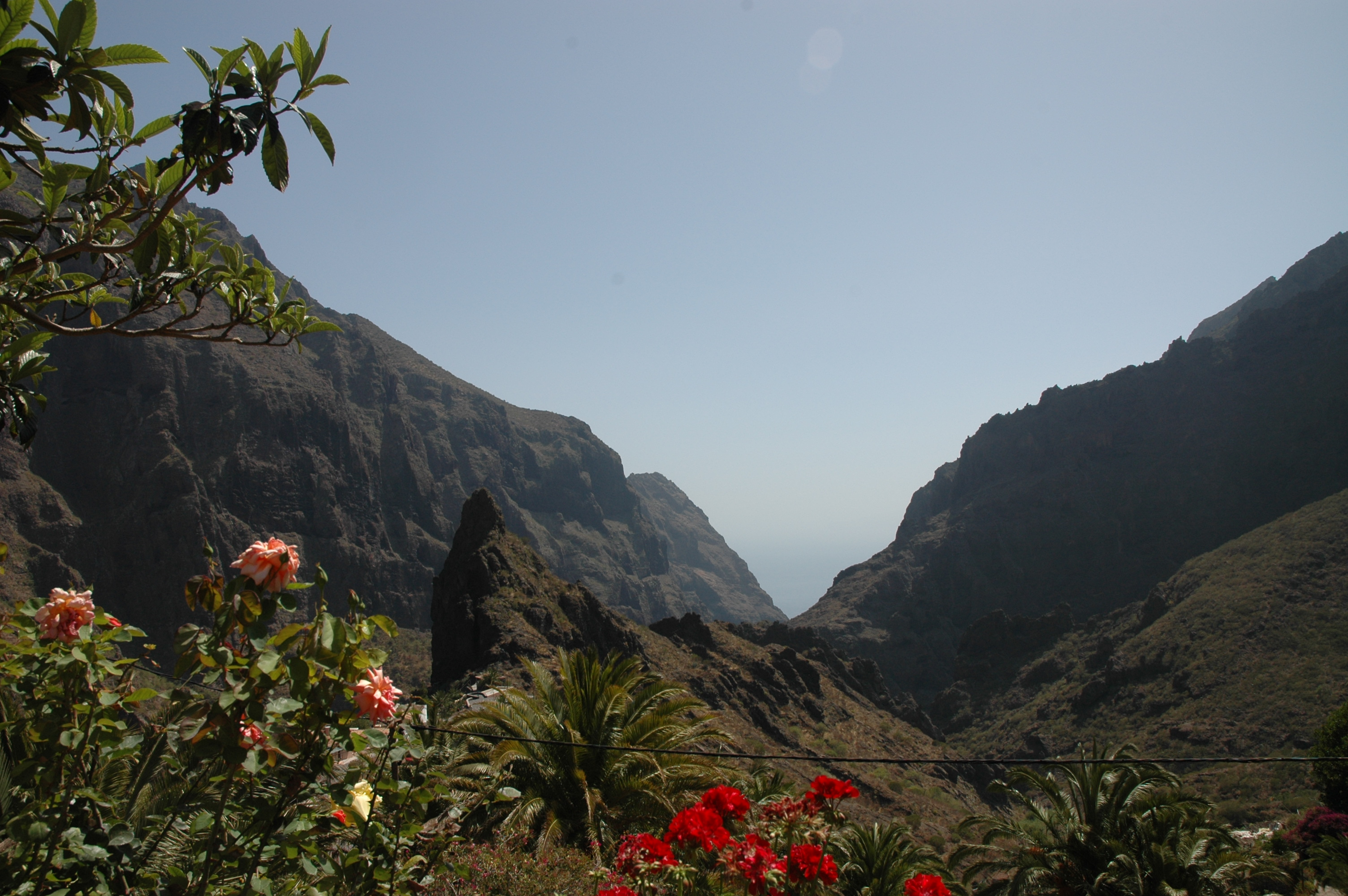
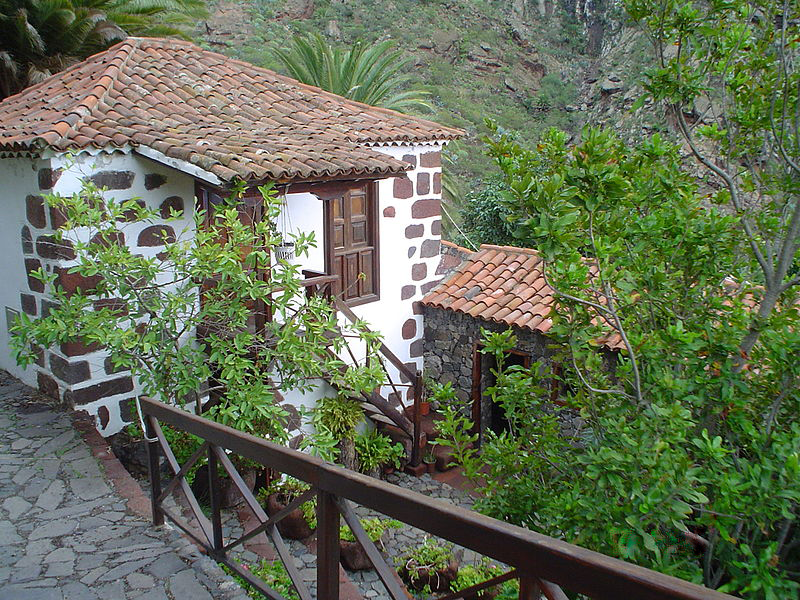